# خیلی زود رفت
خیلی زود رفت (به انگلیسی: Gone Too Soon) آهنگی از آلبوم خطرناک مایکل جکسون است که توسط لری گروس من و باز کوهن نوشته شده است. این ترانه در مورد یکی از دوستان جکسون به نام رایان وایت است. نوجوانی از ایندیانا که توجه به دلیل داشتن بیماری ایدز از مدرسه اخراج شد و توجه ملی را به خود جلب کرد.
این ترانه به عنوان نهمین و آخرین تک‌آهنگ از آلبوم خطرناک در ۱ دسامبر ۱۹۹۳ منتشر شد. پس از انتشار این ترانه در روز جهانی ایدز در سال ۱۹۹۳ نمودار رشد موفقیت آمیزی در کشورهای آلمان، هلند، نیوزیلند، سوئیس و بریتانیا داشت.
ویدئو موزیک این ترانه به کارگردانی بیل دیکیکو انجام گرفت که در صحنه‌هایی جکسون و رایان وایت را با هم نشان می دهد و در نهایت مراسم تشییع جنازه رایان وایت را با حضور مایکل جکسون نمایش می دهد.
همچنین مایکل این ترانه را در تبلیغات ریاست جمهوری بیل کلینتون اجرا کرد. علاوه بر آن در مراسم تشییع پرنسس دایانا، پرنسس ویلز و مراسم یادبود مایکل جکسون نیز پخش و اجرا شد.

## سابقه و هدف
رایان وایت نوجوان آمریکایی از ایندیانا به دلیل ابتلا به بیماری ایدز از مدرسه خود اخراج شد. دلیل بیماری وایت انتقال خون آلوده به بدن وی بود که در سال ۱۹۸۴ تشخیص داده شد و امید به زندگی تا ۶ ماه بیشتر نداشت. پزشکان اگر چه تاکید کردند که با رعایت مسائل بیماری ایدز برای دیگران خطرناک نیست ولی به دلیل سطح اطلاع پایین مردم در آن زمان ادامه حضور او در مدرسه امکان پذیر نبود.
در این بین جکسون با وایت آشنا شد و او را به مزرعه نورلند دعوت کرد و شروع به درمان او به وسیله پزشکان متخصص نمود و به همین دلیل و پنج سال بیش از پیش بینی پزشکان زنده ماند و در نهایت در سال ۱۹۹۰ درگذشت. مایکل جکسون در مراسم تشییع جنازه وایت شرکت کرد.

## دست اندرکاران
- موسیقی توسط لری گروس من
- متن ترانه توسط باز کوهن
- ضبط و میکس توسط بروس سودن
- آواز سولو توسط مایکل جکسون
- تنظیم توسط دیوید پچ
- تنظیم ارکیتر و اجرا توسط مارتی پچ
- سینتی سایزر توسط دیوید پچ، استیو پورکارو و مایکل بودیکر
- گیتار بیس توسط ابراهیم لابوریل
- پرکاشن توسط پائولینهو دا کوستا